# Glypta pulchra
Glypta pulchra är en stekelart som beskrevs av Dasch 1988. Glypta pulchra ingår i släktet Glypta och familjen brokparasitsteklar. Inga underarter finns listade i Catalogue of Life.